# Федерико Рашић
Федерико Иван Рашић (шп. Federico Iván Rasic; Мар дел Плата, 24. март 1992) је аргентински фудбалер српског порекла.

## Биографија
Федерико Рашић је рођен у граду Мар дел Плата, провинција Буенос Ајрес. Потомак је српскох исељеника из Хрватске. Крајем 2013. године селекор репрезентације Хрватске, Нико Ковач, је био заинтересован да Рашић наступа за Хрватску.

## Каријера

### Химнасија Ла Плата
У млађим категоријама првобитно је наступао за Сан Лоренцо да би касније прешао у Химнасију из Ла Плате. Дебитовао је за први тим Химнасије 22. априла 2012. године у победи над екипом Гиљермо Брауна резултатом 3:2. Свој први гол постигао је 23. јуна исте године у мечу против Алдосивија, који је завршен резултатом 3:3. Први професионални уговор потписао је 14. септембра 2012. године, на период од три године.

### Амкар Перм
Децембра 2013. године за њега су се интересовали Спартак из Москве и Динамо из Кијева. Међутим, 14. фебруара наредне године, Рашић одлази на шестомесечну позајмицу у Амкар из Перма, уз опцију куповине. За Амкар није забележио ниједан наступ, тако да се након истека позајмице вратио у Аргентину.

### Арсенал Саранди
Почетком августа 2014. године позајмљен је на 18 месеци екипи Арсенала. Дебитовао је 9. септембра у мечу против Килмеса, а први гол у дресу Арсенала је постигао 1. јуна 2015 године у победи над екипом Крусеро дел Нортеа резултатом 1:0.